# Priyanna Ramdhani
Priyanna Ramdhani (* 2. Januar 2002) ist eine guyanische Badmintonspielerin. 

## Karriere
Priyanna Ramdhani gewann 2018 zwei Titel bei den Einzelmeisterschaften der Junioren bei den Carebaco Juniors. Im gleichen Jahr erkämpfte sie sich auch ihre ersten internationalen Medaillen bei den Erwachsenen, wobei sie bei den Carebaco International Silber im Damendoppel und im Dameneinzel sowie Bronze im Mixed gewann.

## Sportliche Erfolge
| Saison | Veranstaltung          | Disziplin   | Platz | Name                                   |
| ------ | ---------------------- | ----------- | ----- | -------------------------------------- |
| 2018   | Carebaco Juniors       | Damendoppel | 1     | Chequeda de Boulet / Priyanna Ramdhani |
| 2018   | Carebaco Juniors       | Dameneinzel | 1     | Priyanna Ramdhani                      |
| 2018   | Carebaco International | Damendoppel | 2     | Chequeda de Boulet / Priyanna Ramdhani |
| 2018   | Carebaco International | Dameneinzel | 2     | Priyanna Ramdhani                      |
| 2018   | Carebaco International | Mixed       | 3     | Narayan Ramdhani / Priyanna Ramdhani   |